# Association royale des demeures historiques et jardins de Belgique
 (novembre 2020).
Si vous disposez d'ouvrages ou d'articles de référence ou si vous connaissez des sites web de qualité traitant du thème abordé ici, merci de compléter l'article en donnant les références utiles à sa vérifiabilité et en les liant à la section « Notes et références ».
L’Association royale des Demeures historiques et Jardins de Belgique (ARDHJB) est une association sans but lucratif belge fondée en 1934 qui regroupe des propriétaires de monuments historiques ainsi que toute personne qui s’y intéresse.
Son président d'honneur est Lorenz d'Autriche-Este, prince de Belgique et gendre du roi Albert II.
Elle a son siège à Bruxelles.

## Son but
« L’association a pour but de rechercher, d’étudier et de faire connaître [...] les “demeures historiques”, de faciliter tout ce qui peut être de nature à en assurer la défense, la conservation, la mise en valeur et à en développer la visite. Elle se propose de créer, entre ses membres, une communauté de vues sur les principes de l’art et de mettre à leur disposition tous les moyens d’action qui seront en son pouvoir pour conserver et améliorer le patrimoine artistique de la Nation. Elle leur fournira éventuellement les renseignements d’ordre technique et l’appui moral qui leur permettront de mettre en valeur leur propriété et défendre leurs droits. Elle pourra, à cet effet, recevoir en donation, acquérir, prendre à bail, restaurer les demeures historiques et améliorer leurs abords, publier, mettre en vente tous guides, brochures, cartes, objets divers, exploiter, le cas échéant, les droits de visite, faire toutes opérations ayant pour but le rapport et la mise en valeur de la propriété historique. »
L’association possède actuellement les châteaux de Beersel, de Laerne et de Corroy-le-Château.

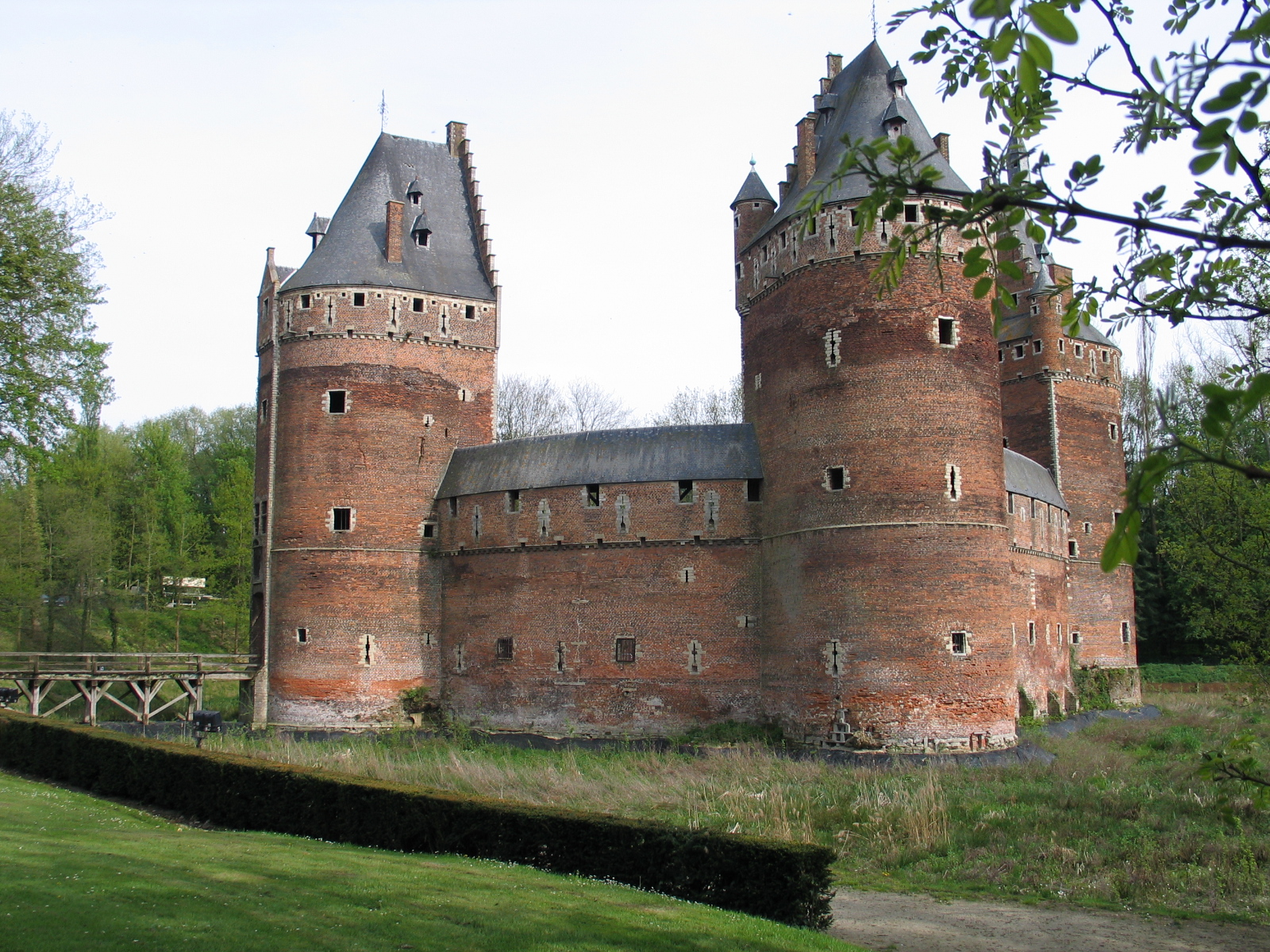
Château de Beersel
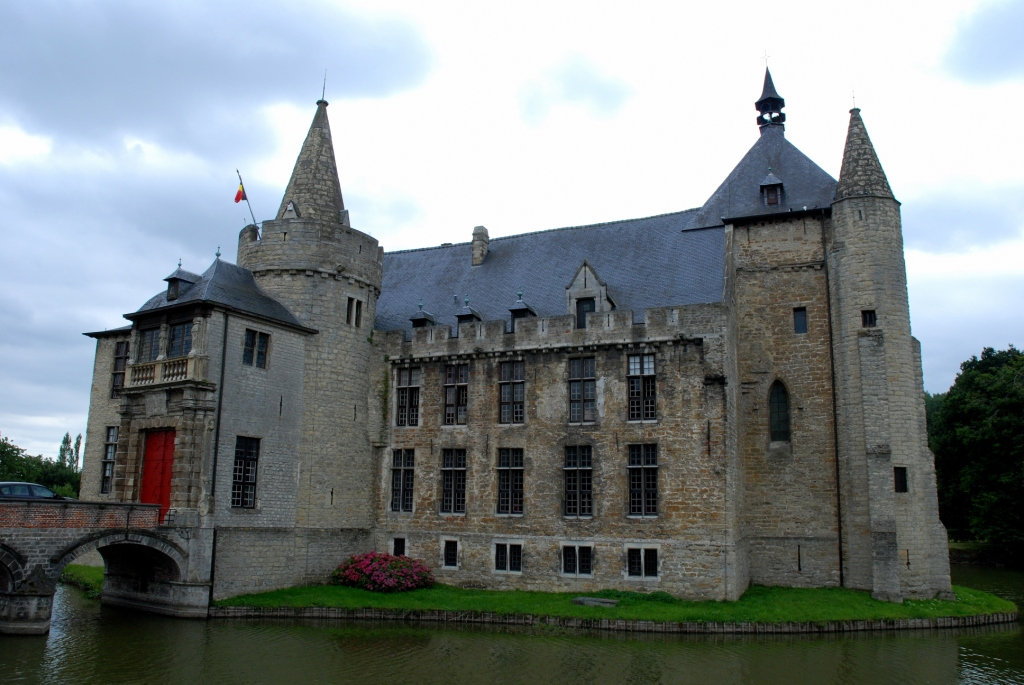
Château de Laerne
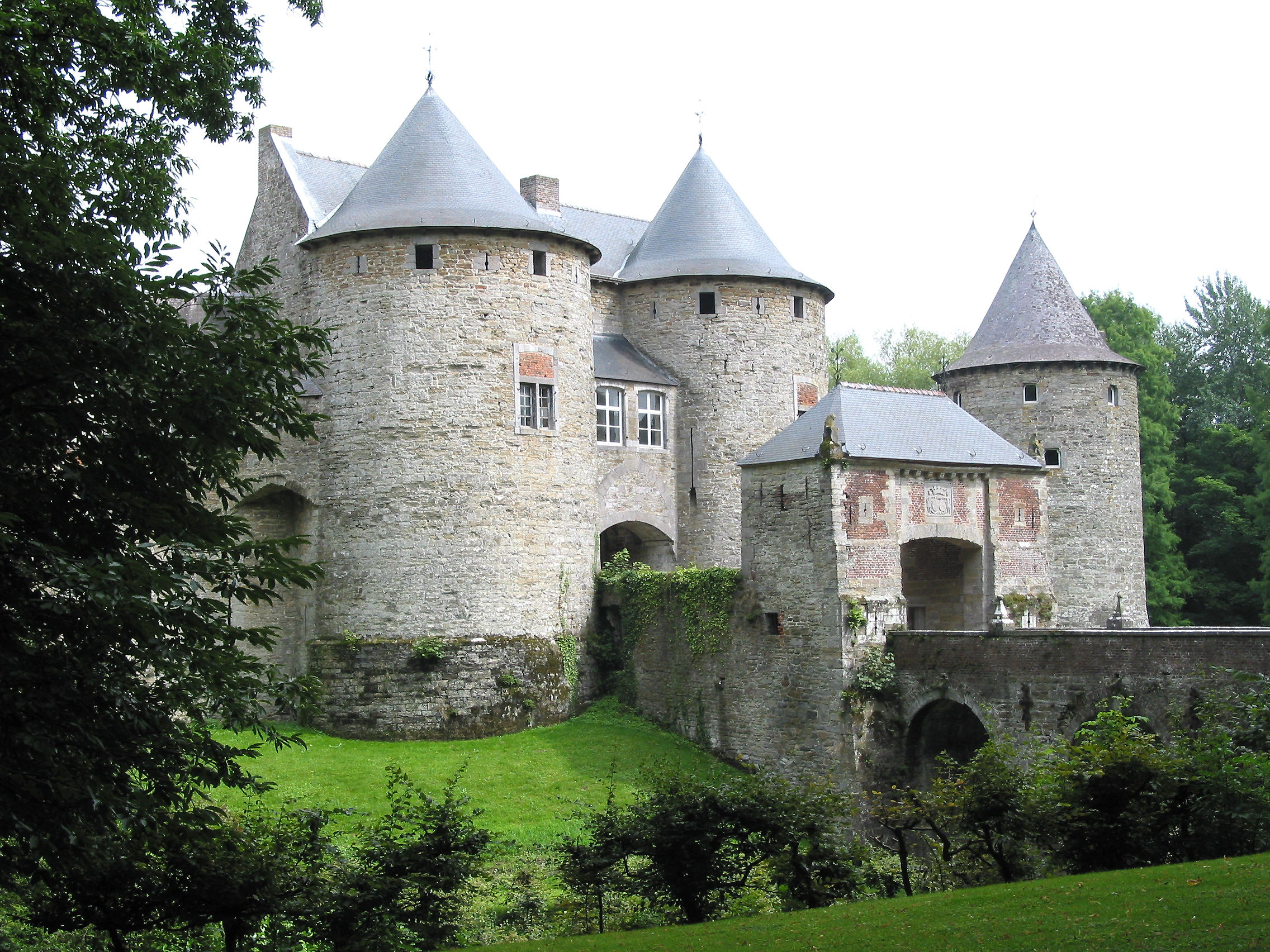
Château de Corroy-le-Château

## Les présidents successifs
- 1934 - 1955 : Raymond Pelgrims de Bigard (en) (1875-1955) [4]
- 1955 - 1962 : le baron de Schaetzen de Schaetzenhoff (1897-1966)
- 1962 - 1979 : Le chevalier Joseph de Ghellinck d’Elseghem (1904-1983)
- 1979 - 2002 : Le prince Alexandre de Merode (1934-2002)
- mai 2002 - mai 2003 : Paul de Pessemier's Gravendries, président ad interim,
- 2003 - 2013 : Le baron Daniël Cardon de Lichtbuer (1930)
- depuis 2013 : Le baron Bernard de Gerlache de Gomery (1948)

## Édition
Demeures Historiques et Jardins  (ISSN 1780-8723) est la revue de l’association, créée en 1969 sous le nom Maison d’Hier & d’Aujourd’hui . Cette publication scientifique trimestrielle a pour but d’informer les membres de l’association, notamment par le biais d’articles de fond, d’interviews et de rubriques diverses.